# Jaume Llonch Solà

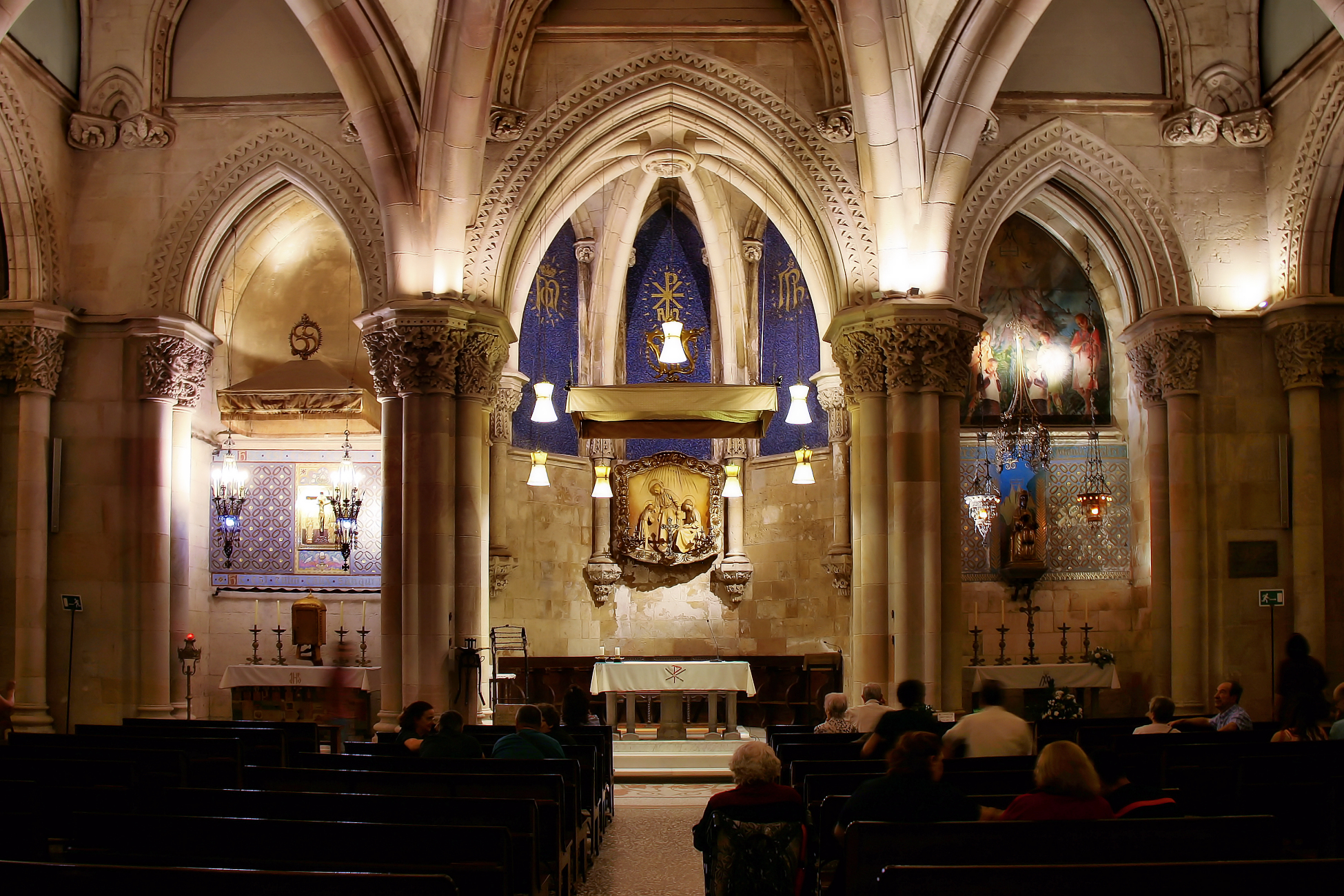
Cripta de la Sagrada Familia d'on va ser vicari Mn, Jaume Llonch

Jaume Llonch i Solà (Santa Perpètua de Mogoda, 6 d'abril de 1890 - 18 de setembre de 1936) fou un sacerdot i màrtir de la diòcesi de Barcelona.

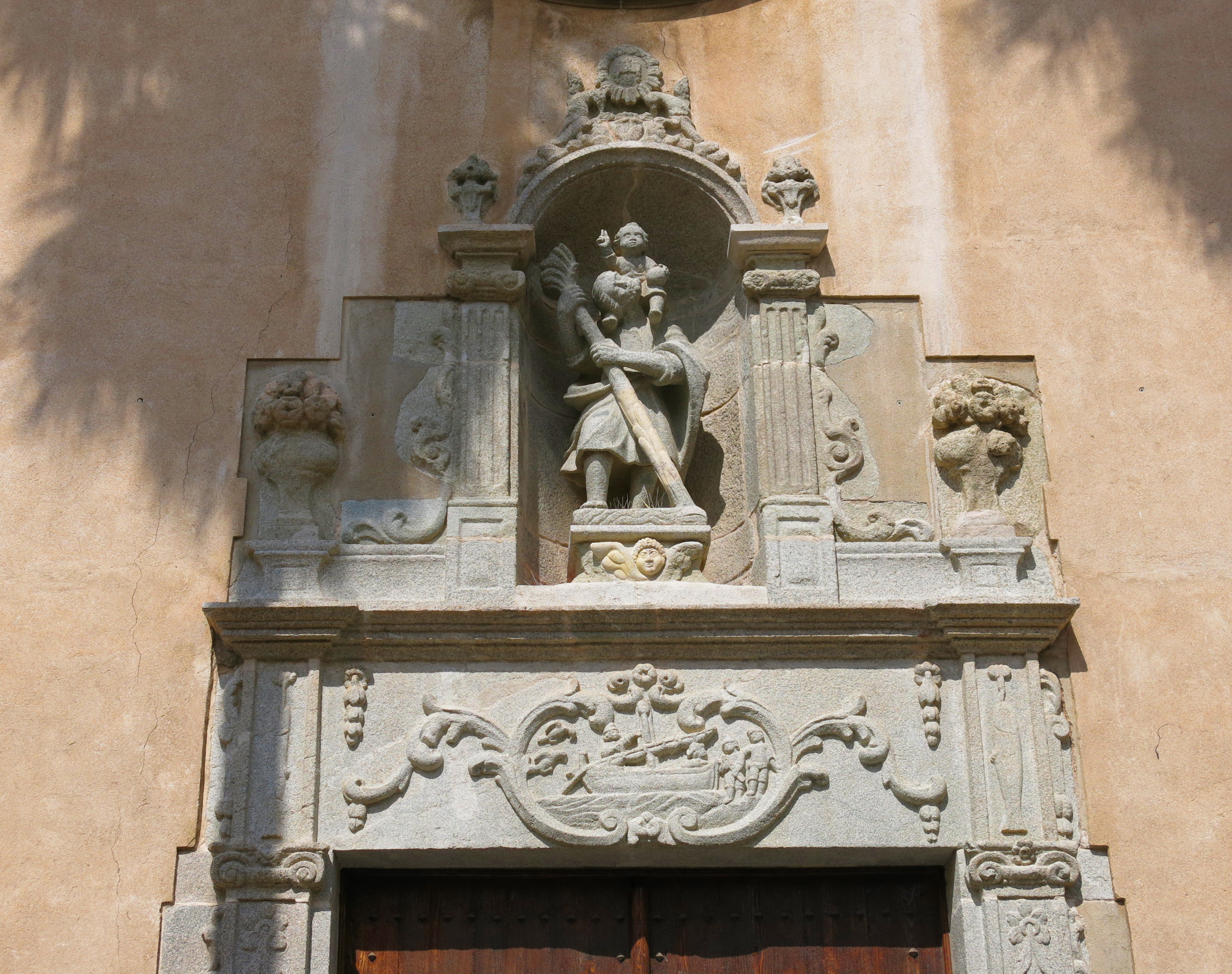
Portalada de Sant Cristòfol Premià on va ser coadjutor Mn. Jaume Llonch

## Biografia
Mn. Jaume Llonch i Solà nasqué el 6 d'abril de 1890 a Santa Perpètua de Mogoda (Vallès Occidental). Era fill de Josep Llonch, d'ofici rajoler, i de Fidela Solà, de Sant Martí de Provençals (avui Barcelona). Fou batejat el 13 d'abril, amb els noms de Jaume, Josep i Antoni; sent els padrins Jaume Llonch i Fité, pagès de Santa Perpètua de Mogoda, i Eulàlia Torras i Mañosa, de Lliçà d'Amunt. Era el sisè de vuit germans: Núria (1876), Josep (1879), Josepa (1879), Pere (1883), Joan (1886), Jaume (1890), Josep (1893) i Maria Àngels (1899).
El Jaume estudià al Seminari de Barcelona. Fou ordenat "servitio Eclesiae" el 1916 i seguí la carrera eclesiàstica: fou coadjutor successivament de la parròquia deSanta Eulàlia de Ronçana, vicari de la Parròquia de Sant Cristòfol de Premià de Mar el 1919 sent rector Mn. Joan Baptista Martí i Casas, després en Sant Pere de Terrassa, Badalona i en la Sagrada Família.
El 1923 fou nomenat coadjutor de la Cripta Basílica de la Sagrada Família, aleshores tinença parroquial de Sant Martí de Provençals. Era l'organista i dirigia els cants del poble en les celebracions litúrgiques.
Mn. Jaume Llonch intervingué en l'enterrament de l'Antoni Gaudí, la tarda del dissabte 12 de juny de 1926. Encapçalant al clergat de la Sagrada Família, recollí el fèretre de l'arquitecte a la porta de la Seo, assistit de mossèn Jaume Vilar, mossèn Ramon Vall, mossèn Manuel Torner i mossèn Jaume Colet. La comitiva arribà a les obres del Temple al capvespre. Dipositaren el fèretre al lloc del futur altar major i mossèn Jaume Llonch entonà un respons. Seguidament, l'Orfeó Català cantà la absolta "Libera me" de Victoria. El dijous següent tingueren lloc a la Cripta diverses misses de funeral per l'ànima de Gaudí. Mn. Jaume Llonch hi celebrà la solemne de les 8 h.: fou la "Missa de Rèquiem" en cant pla i gregorià, com li agradava a en Gaudí. En acabar, entonà un respons davant la seva tomba.
El 1931, en ser erigida la Cripta de la Sagrada Família com a parròquia, mossèn Jaume Llonch fou nomenat el primer vicari. Vivia al carrer de Bailén, 95-97, 4. º, 2. ª, amb la família de la senyoreta Anna Biern.

## Martiri
El mateix dia que esclatà la guerra civil, 19 de juliol de 1936, desoint els consells, anà a la Cripta a celebrar l'habitual missa de 6 h. Anava sense sotana, vestit de paisà i, així, sense haver pogut celebrar la missa, pogué tornar a casa.
L'endemà, s'amagà al domicili del seu amic el Dr. Pujol. La poca confiança en una serventa, que podia denunciar-lo, però, determinà que abandonés l'amagatall. Tornà a casa de la família Biern, on l'indicaren que havien patit registres i estaven permanentment vigilats, esperant precisament caçar-lo. Feren trucades d'auxili i respongué en Francesc d'Assís Diéguez i Foguet, que s'oferí a amagar-lo al seu domicili de la ronda de Sant Pere, 58, 3. º, 1. ª, que compartia amb la seva germana gran Mercè i la seva germana menor Josepa, ambdues també solteres. Allí romangué mossèn Jaume, sortint del pis només una vegada uns minuts, mentre hom tramitava la seva marxa a l'estranger. Però el 16 de setembre, a les 19 h, una patrulla anarquista el va descobrir i es va presentar a l'habitatge. Se'n dugueren mossèn Jaume, el Francesc i la Mercè. Mossèn Jaume fou assassinat la nit del 17 al 18 de setembre a Can Tunis. Tenia 46 anys.
El cadàver ingressà al dipòsit judicial de l'Hospital Clínic a les 7 h. del dia 18, amb la fitxa 3 B. La Mercè i el Francesc d'Assís foren assassinats dos nits després, la del 19 al 20, havent patit seixanta hores de vexacions, fam i set. Tenien 50 i 34 anys.
A l'Hospital Clínic, els cadàvers eren fotografiats i, si els familiars no venien a recollir abans de tres dies, eren enterrats com a "indocumentats" a la fossa comuna del cementiri de Montjuïc. Així s'esdevingué amb el de mossèn Jaume Llonch i Solà, "3B", el 20 de setembre de 1936.

## Reconeixements
Mn. Jaume Llonch Solà és un dels dotze màrtirs que l'Església Catòlica vol beatificar. El 17 de gener de 2012, el Cardenal-Arquebisbe de Barcelona, Lluís Martínez Sistach, va clausurat la fase diocesana del procés de beatificació dels Dotze màrtirs de la Basílica de la Sagrada Família. Ara el procés estar continuant en la Congregació de les Causes dels Sants, en el Vaticà a Roma. En uns pocs anys, els Dotze Màrtirs de la Basílica de la Sagrada Família seran beatificats.

## Els 12 màrtirs de la Basílica de la Sagrada Família
D'aquests dotze màrtirs, són sis clergues morts a l'inici de la Guerra Civil Espanyola i sis laics que van morir per haver-los refugiat o ajudat:
1. Dr. Francesc Parés i Iglesias, president de la Junta d'Obres.
2. Mn. Gil Parés i Vilasau, capellà de la Cripta.
3. Mn. Jaume Llonch i Solà, vicari i organista de la Cripta.
4. Dr. Ramon Balcells i Masó, fundador de la Caixa d'Estalvis de la Sagrada Família.
5. Mn. Antoni Forns i Carulla, rector de Sant Joan de Gràcia, la parròquia de Gaudí.
6. L'oratorià pare Agustín Mas i Folch, director espiritual de Gaudí.
7. Sra. Consol Puig i Querol, mestra de les Escoles de la Sagrada Família.
8. Sr. Clodomir Coll i Ibánez, que van morir per refugiar a mossèn Gil Parés.
9. Sr. Francesc Diéguez i Foguer, que van morir amb mossèn Jaume Llonch.
10. Sra. Mercè Diéguez i Foguer, germans, que van morir amb mossèn Jaume Llonch.
11. Sr. Francesc Xavier Cunill i Bastús, col·laborador del Dr. Balcells.
12. Sr. Ramon Parés i Vilasau, germà de mossèn Gil.[4]